# História de Guam
A história de Guam começa com a chegada, por volta de 2000 a.C., de povos austronésios conhecidos hoje como o povo Chamorro. Os Chamorros desenvolveram então uma sociedade na ilha, que foi colonizada pelos espanhóis no século XVII. O atual domínio americano começou com a Guerra Hispano-Americana de 1898. A história do colonialismo em Guam é a mais longa entre as ilhas do Pacífico.

## Guam antes do contato com a Europa

### Migrações

Mapa mostrando as migrações austronésias do neolítico para as ilhas do Indo-Pacífico

As Ilhas Marianas foram as primeiras ilhas colonizadas por humanos na Oceania Remota. A propósito, essa também é a primeira e a mais longa das viagens de travessia do oceano dos povos austronésios para a Oceania Remota, e é separada da posterior colonização polinésia do restante da Oceania Remota. Guam foi colonizada pela primeira vez por volta de 1500 a 1400 a.C. por migrantes vindos das Filipinas. Portanto, é possível afirmar que Guam fazia parte das Filipinas em um passado remoto.
Estudos arqueológicos da atividade humana nas ilhas revelaram cerâmicas com desenhos de estampa vermelha, círculos e punções, encontradas nas Ilhas Marianas entre 1500 e 1400 a.C. Esses artefatos apresentam estética semelhante à cerâmica encontrada no norte e centro das Filipinas, a cerâmica Nagsabaran (Vale de Cagaiã), que floresceu durante o período entre 2000 e 1300 a.C.
A linguística comparativa e histórica também indica que a língua chamorro está mais intimamente relacionada à subfamília malaia da língua indonésia, que faz parte das línguas austronésias, do que à subfamília oceânica das línguas do restante da Oceania Remota.

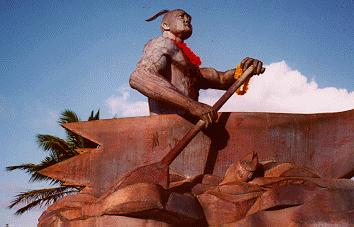
Estátua do chefe Gadao, que aparece em muitas lendas sobre Guam anteriores à colonização europeia

O DNA mitocondrial e o sequenciamento completo do genoma do povo chamorro apoiam fortemente uma origem nas Filipinas. A análise genética de esqueletos do período pré-latte em Guam também mostra que eles não têm ancestralidade melanésia, o que exclui origens do Arquipélago de Bismarck, da Nova Guiné ou do leste da Indonésia. A própria cultura lapita (o ramo ancestral das migrações polinésias) é mais recente do que o primeiro assentamento das Marianas (os primeiros artefatos lapitas são datados de cerca de 1350 a 1300 a.C.), o que indica que eles se originaram de viagens migratórias separadas.
No entanto, a análise de DNA também mostra uma estreita relação genética entre os antigos colonos das Marianas e os primeiros colonos lapitas no arquipélago de Bismarck. Isso pode indicar que tanto a cultura lapita quanto as Marianas foram colonizadas a partir de migrações diretas das Filipinas, ou que os primeiros colonos das Marianas viajaram mais para o sul, para as Bismarcks, e restabeleceram o contato com o povo lapita.
Mais tarde, as Marianas também estabeleceram contato e receberam migrações das Ilhas Carolinas por volta do primeiro milênio da era corrente. Isso trouxe novos estilos de cerâmica, idiomas, genes e a fruta-pão híbrida da Polinésia.
O período de 900 a 1700 d.C. nas Marianas, imediatamente antes e durante a colonização espanhola, é conhecido como o período Latte. Ele é caracterizado por rápidas mudanças culturais, principalmente pelas enormes pedras megalíticas latte (também conhecidas como latde ou latti). Elas eram compostas de pilares haligi cobertos com outra pedra chamada tasa (que impedia que roedores os escalassem). Essas pedras serviam de suporte para o restante da estrutura, que era feita de madeira. Também foram encontrados restos de estruturas feitas com postes de madeira semelhantes. Além disso, foram encontradas sepulturas humanas em frente às estruturas de latte. O período Latte também foi caracterizado pela introdução da agricultura de arroz, única nas ilhas pré-contato do Pacífico.
Os motivos dessas mudanças ainda não estão claros, mas acredita-se que podem ter sido resultado de uma terceira onda de migrações a partir das ilhas do sudeste asiático. Comparações com outras tradições arquitetônicas tornam provável que essa terceira onda de migração tenha vindo novamente das Filipinas ou do leste da Indonésia (Celebes ou Sumba), todas com tradição de edifícios elevados com pilares. É interessante notar que a palavra haligi (pilar) também é usada em vários idiomas nas Filipinas, enquanto a palavra chamorro guma (casa) é muito parecida com a palavra uma de Sumba.

### Sociedade chamorro pré-colonial

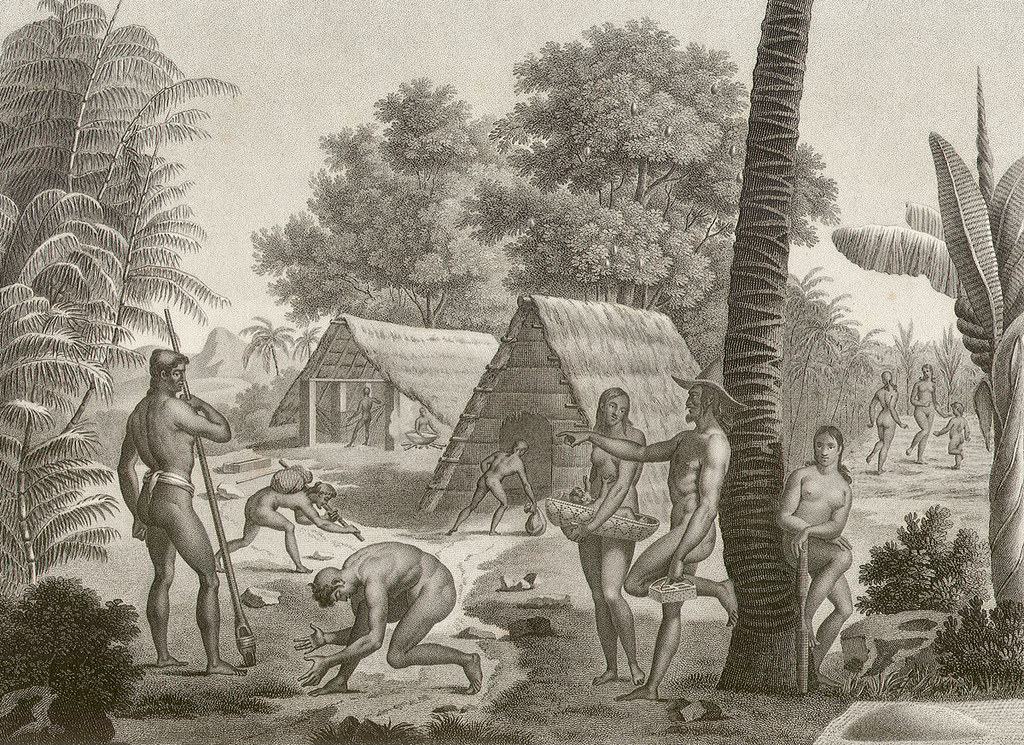
Ilustração de 1819 representando as três castas dos chamorros

Grande parte do que se sabe sobre os chamorros pré-contato provém de lendas e mitos, evidências arqueológicas, relatos de missionários jesuítas e observações de cientistas visitantes, como Otto von Kotzebue e Louis de Freycinet.
Quando os europeus chegaram a Guam, a sociedade chamorro se dividia em três classes/castas: matao (classe alta), achaot (classe média) e mana'chang (classe baixa). Os matao estavam localizados nas aldeias costeiras, o que significava que tinham o melhor acesso aos locais de pesca, enquanto os mana'chang estavam localizados no interior da ilha. Os matao e os mana'chang raramente se comunicavam, e os matao usavam frequentemente os achaot como intermediários.
Havia também os makhanas (xamãs) e os suruhanus (médicos de ervas), especializados em cura e medicina. A crença nos espíritos dos antigos chamorros, chamados Taotao Mo'na, ainda persiste como resquício da sociedade pré-colonial. Os primeiros exploradores europeus mencionaram também os sakman, embarcações rápidas dos chamorros usadas para comércio com outras ilhas da Micronésia.

### Latte

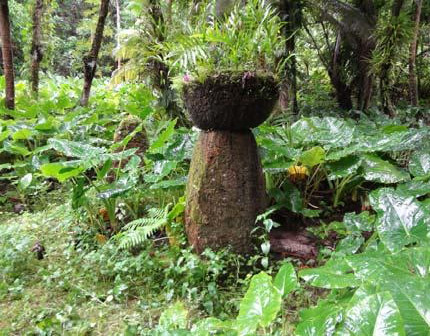
Pedra latte em uma praia do norte

As pedras latte não foram um desenvolvimento recente na sociedade de contato chamorro. A pedra de latte consiste em uma cabeça e uma base moldadas em calcário. Assim como as estátuas Moai da Ilha de Páscoa, há muita especulação sobre como isso foi feito por uma sociedade sem máquinas ou metal, mas a visão geralmente aceita é que a cabeça e a base foram esculpidas do solo por enxadas e picaretas afiadas (possivelmente com o uso de fogo) e transportadas para a área de montagem por um elaborado sistema de cordas e troncos. A pedra latte foi usada como parte da fundação elevada de uma casa magalahi (chefe matao), embora também possa ter sido usada para abrigos de canoas.
Os arqueólogos que usam datação por carbono dividiram a história do período pré-contato de Guam (ou seja, chamorro) em três períodos: “Pré-Latte” (2000 a.C. a 1 d.C.), “Pré-Latte de transição” (1 d.C. a 1000 d.C.) e “Latte” (1000 d.C. a 1521 d.C.). As evidências arqueológicas também sugerem que a sociedade chamorro estava à beira de outra fase de transição em 1521, já que as pedras latte estavam ficando maiores.
Supondo que as pedras tenham sido usadas para casas de chefes, pode-se argumentar que a sociedade Chamoru estava se tornando mais estratificada, seja pelo crescimento populacional, pela chegada de novas pessoas ou outros fatores. No entanto, essa teoria permanece frágil devido à falta de evidências.

## Período espanhol

### Chegada de Magalhães

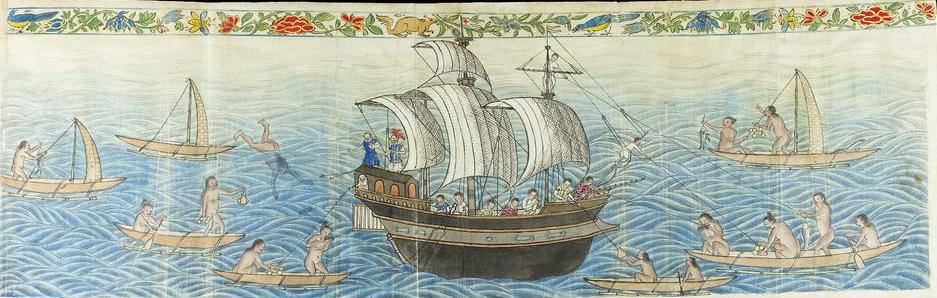
Recepção do Galeão de Manila pelos chamorros nas Ilhas Ladrones, por volta de 1590 no Códice Boxer

O primeiro contato conhecido entre Guam e os europeus ocorreu quando uma expedição espanhola liderada por Fernão de Magalhães, um explorador português que navegava para o rei da Espanha, o rei Carlos I, mais tarde imperador Carlos V (Sacro Imperador Romano), chegou com sua frota de três navios a Guam em 6 de março de 1521, depois de uma longa viagem pelos oceanos Atlântico e Pacífico, partindo da Espanha. A história aponta a vila de Umatac como seu local de desembarque, mas desenhos do diário do navegador sugerem que Magalhães pode ter desembarcado em Tumon, no norte de Guam. A expedição havia começado na Espanha com cinco navios. Quando chegaram às Marianas, tinham apenas três navios e quase metade da tripulação, devido a tempestades, doenças e um motim em um navio que destruiu a expedição. Cansados e famintos pela longa viagem de exploração, a tripulação se preparou para desembarcar e restaurar as provisões em Guam. No entanto, os animados nativos chamorros tinham um conceito diferente de propriedade, baseado em uma vida de subsistência. :30 Os habitantes locais foram de canoa até os navios e começaram a se servir de tudo o que não estava pregado no convés dos galeões. "Os aborígenes estavam dispostos a fazer trocas... Seu amor pelo ganho superava qualquer outra consideração."
Quando Magalhães chegou a Guam, ele foi recebido por centenas de canoas polinésias que pareciam estar voando sobre a água devido à sua velocidade considerável. Essas canoas eram chamadas de proas e fizeram com que Magalhães chamasse Guam de Islas de las Velas Latinas (Ilhas das Velas Latinas). Antonio Pigafetta (um dos 18 tripulantes originais de Magalhães) disse que o nome era “Ilha das Velas”, mas ele também escreveu que os habitantes “entravam nos navios e roubavam tudo o que conseguiam pegar”, inclusive “o pequeno barco que estava preso à popa do navio-chefe”. :129 “Essas pessoas são pobres, mas engenhosas e muito ladras, por isso chamamos essas três ilhas de Islas de los Ladrones (Ilhas dos Ladrões).” :131
Depois de alguns tiros disparados pelos grandes canhões do Trinidad, os nativos se assustaram com o navio e se retiraram para a selva ao redor. Por fim, Magalhães conseguiu obter rações e ofereceu ferro, um material altamente valorizado, em troca de frutas frescas, vegetais e água. Os detalhes dessa visita, a primeira da história entre os espanhóis e um povo de uma ilha do Pacífico, foram registrados no diário de Antonio Pigafetta, o escrivão da expedição e um dos 18 membros da tripulação que sobreviveram à circunavegação do globo, concluída sob o comando de Juan Sebastián Elcano.

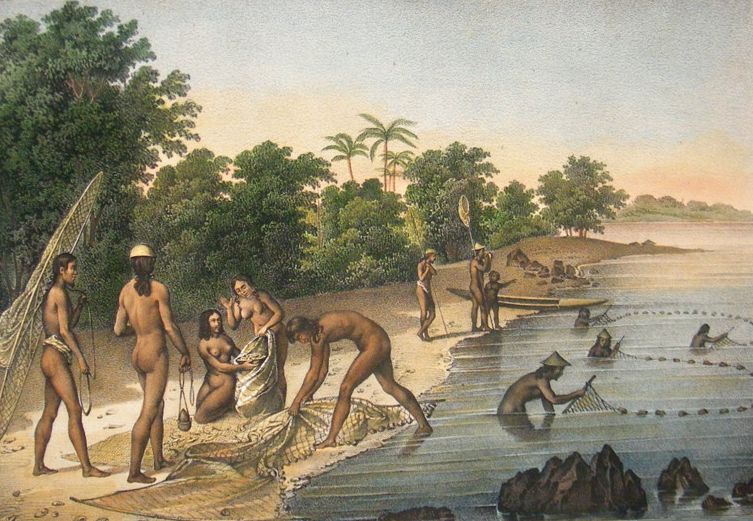
Representação de 1845 de um grupo de chamorros pescando para uma aldeia

### Colonização espanhola
Apesar da visita de Magalhães, Guam só foi oficialmente reivindicada pela Espanha em 1565 por Miguel López de Legazpi. Entretanto, a ilha não foi colonizada de fato até o século XVII.
Em 15 de junho de 1668, o galeão San Diego chegou à costa da ilha de Guam. Os missionários jesuítas liderados por Diego Luis de San Vitores aportaram em Guam para introduzir o cristianismo e desenvolver o comércio. Os espanhóis ensinaram os chamorros a cultivar milho, criar gado e curtir peles, bem como a adotar roupas no estilo ocidental. Eles também introduziram a língua e a cultura espanholas. Quando o cristianismo foi estabelecido, a Igreja Católica tornou-se o ponto central das atividades do vilarejo, como em outras cidades espanholas. Desde 1565, Guam tornou-se um porto de escala regular para os galeões espanhóis que cruzavam o Oceano Pacífico do México para as Filipinas.
O chefe Quipuha era o maga'lahi, ou homem de alto escalão, na área de Aganha quando os espanhóis desembarcaram em suas costas em 1668. Quipuha deu as boas-vindas aos missionários e consentiu em ser batizado por San Vitores como Juan Quipuha. Quipuha concedeu as terras nas quais a primeira igreja católica de Guam foi construída em 1669. O chefe Quipuha morreu em 1669, mas sua política de permitir que os espanhóis estabelecessem uma base em Guam teve consequências importantes para o futuro da ilha. Ela também facilitou o comércio do Galeão de Manila.
Alguns anos depois, o padre jesuíta San Vitores e seu assistente, Pedro Calungsod, foram mortos pelo chefe Mata'pang de Tomhom (Tumon), supostamente por batizar a filha do chefe sem o consentimento dele. Isso ocorreu em abril de 1672. Na época, muitos chamorros acreditavam que os batismos matavam os bebês: como os sacerdotes batizavam bebês já próximos da morte (acreditando que essa era a única maneira de salvar a alma dessas crianças), o batismo parecia ser a causa da morte para muitos chamorros.:49  Precipitadas pela morte de Quipuha e pelo assassinato do padre San Vitores e de Pedro Calungsod pelo chefe rebelde local Mata'pang, as tensões levaram a uma série de conflitos. O capitão Juan de Santiago iniciou uma campanha para conquistar a ilha, que foi continuada pelos sucessivos comandantes das forças espanholas.:68–74  As guerras entre espanhóis e chamorros em Guam começaram em 1670 devido às crescentes tensões com a missão jesuíta, com a última revolta em grande escala em 1683. Após sua chegada em 1674, o capitão Damian de Esplana ordenou a prisão de rebeldes que atacaram a população de algumas cidades. As hostilidades acabaram levando à destruição de vilarejos como Chochogo, Pepura, Tumon, Sidia-Aty, Sagua, Nagan e Ninca.:75–76 A partir de junho de 1676, o primeiro governador espanhol de Guam, o capitão Francisco de Irrisarri y Vinar, passou a controlar os assuntos internos com mais rigor do que seus antecessores, a fim de conter as tensões. Ele também ordenou a construção de escolas, estradas e outras infraestruturas.  Em 1680, o capitão José de Quiroga chegou e deu continuidade a alguns dos projetos de desenvolvimento iniciados por seus antecessores. Ele também continuou a busca pelos rebeldes que haviam assassinado o padre San Vitores, resultando em campanhas contra os rebeldes que estavam escondidos em algumas ilhas, o que acabou resultando na morte de Matapang, Hurao e Aguarin. :77–78 Quiroga trouxe alguns nativos das ilhas do norte para Guam, ordenando que a população vivesse em algumas grandes aldeias.:78–79  Entre elas estavam Jinapsan, Umatac, Pago, Agat e Inarajan, onde ele construiu várias igrejas.:79  Em julho de 1695, Quiroga havia concluído a conquista de Guam, Rota, Tiniã e Aguijã. :85 As guerras intermitentes, além dos tufões de 1671 e 1693 e, em especial, a epidemia de varíola de 1688, reduziram a população chamorro de 50 000 para 10 000 e, finalmente, para menos de 5 000.:86

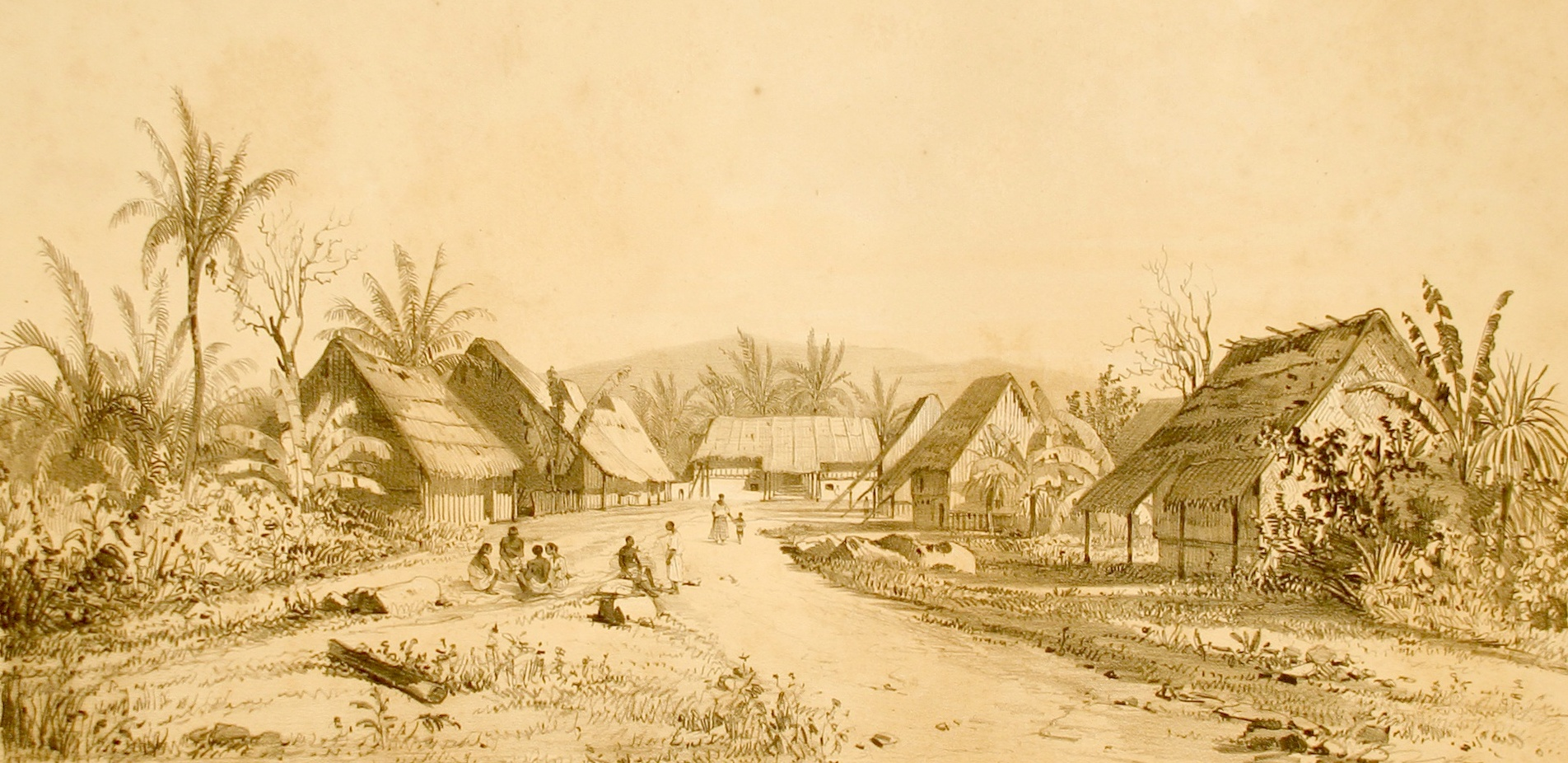
Umatac em 1846

Durante a administração espanhola de Guam, as taxas de natalidade mais baixas e as doenças reduziram a população, antes na ordem dos 12 000,:47 para aproximadamente 5 000 pessoas em 1741. Depois de 1695, os chamorros se estabeleceram em cinco vilarejos: Aganha, Agat, Umatac, Pago e Fena. Durante esse período histórico, a língua e os costumes espanhóis foram introduzidos na ilha e o catolicismo tornou-se a religião predominante. Os espanhóis construíram infraestruturas, como estradas e portos, além de escolas e hospitais. Espanhóis e filipinos, em sua maioria homens, casavam-se cada vez mais com os chamorros, especialmente com as novas pessoas cultas ou “altas” (manak'kilo) ou com a pequena nobreza das cidades. Em 1740, os chamorros das Ilhas Marianas do Norte, com exceção de Rota, foram transferidos de algumas de suas ilhas de origem para Guam.

### Expulsão dos jesuítas

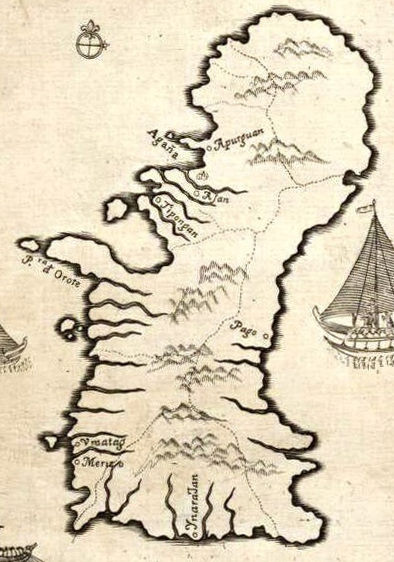
A ilha de Guajan (Guam), detalhe de Carta Hydrographica y Chorographica de las Islas Filipinas (1734)

Em 26 de fevereiro de 1767, Carlos III da Espanha emitiu um decreto confiscando a propriedade dos jesuítas e banindo-os da Espanha e de suas possessões.:101  Como consequência, os padres jesuítas de Guam partiram em 2 de novembro de 1769, na escuna Nuestra Señora de Guadalupe, abandonando suas igrejas, reitorias e fazendas.:102–103
A chegada do governador Don Mariano Tobias, em 15 de setembro de 1771, trouxe reformas agrícolas, incluindo a disponibilização de terras para cultivo aos habitantes da ilha, incentivou o desenvolvimento da criação de gado, importou veados e búfalos de Manila, burros e mulas de Acapulco, estabeleceu moinhos de algodão e salinas, escolas públicas gratuitas e a primeira milícia de Guam.:107–109  Posteriormente, ele foi transferido para Manila em junho de 1774.:113
A Espanha construiu várias fortificações defensivas para proteger sua frota do Pacífico, como o Forte Nuestra Señora de la Soledad, em Umatac. A era do Galeão terminou em 1815, após a Independência do México. Mais tarde, Guam recebeu vários cientistas, viajantes e baleeiros da Rússia, França e Inglaterra, que também forneceram relatos detalhados da vida cotidiana em Guam sob o domínio espanhol. Durante o período colonial espanhol, Guam herdou a comida, o idioma e os sobrenomes da Espanha e da América espanhola. Outras lembranças da época colonial incluem o antigo Palácio do Governador na Plaza de España e a Ponte Espanhola, ambos em Aganha. A Catedral Dulce Nombre de Maria de Guam foi formalmente inaugurada em 2 de fevereiro de 1669, assim como o Royal College de San Juan de Letran.:68  As culturas de Guam e das Marianas do Norte adquiriram muitas semelhanças com a cultura espanhola devido aos três séculos de domínio espanhol.

### Período pós-napoleônico
Após as Guerras Napoleônicas, muitas colônias espanholas no Hemisfério Ocidental tornaram-se independentes, transferindo a dependência econômica de Guam do México para as Filipinas.:144  Don Francisco Ramon de Villalobos, que se tornou governador em 1831, melhorou as condições econômicas, incluindo a promoção do cultivo de arroz e a criação de um hospital para portadores de lepra.:148–149
Otto von Kotzebue visitou a ilha em novembro de 1817:127 e Louis de Freycinet em março de 1819.:134 Jules Dumont d'Urville fez duas visitas, a primeira em maio de 1828.:139 A ilha tornou-se uma parada de descanso para baleeiros a partir de 1823.:145
Um tufão devastador atingiu a ilha em 10 de agosto de 1848, seguido por um grave terremoto em 25 de janeiro de 1849, que resultou em muitos refugiados das Ilhas Carolinas, vítimas do tsunâmi resultante.:151 Depois que uma epidemia de varíola matou 3 644 guamenses em 1856, carolinenses e japoneses foram autorizados a se estabelecer nas Marianas.:157 Guam recebeu dezenove prisioneiros filipinos após o fracassado motim de Cavite em 1872.:160 Mais tarde, em 1896, mais de cinquenta filipinos “deportados” foram enviados a Guam e, quando tentaram fugir, muitos foram mortos e feridos por artilheiros chamorro.:58

## Período americano

### Captura de Guam

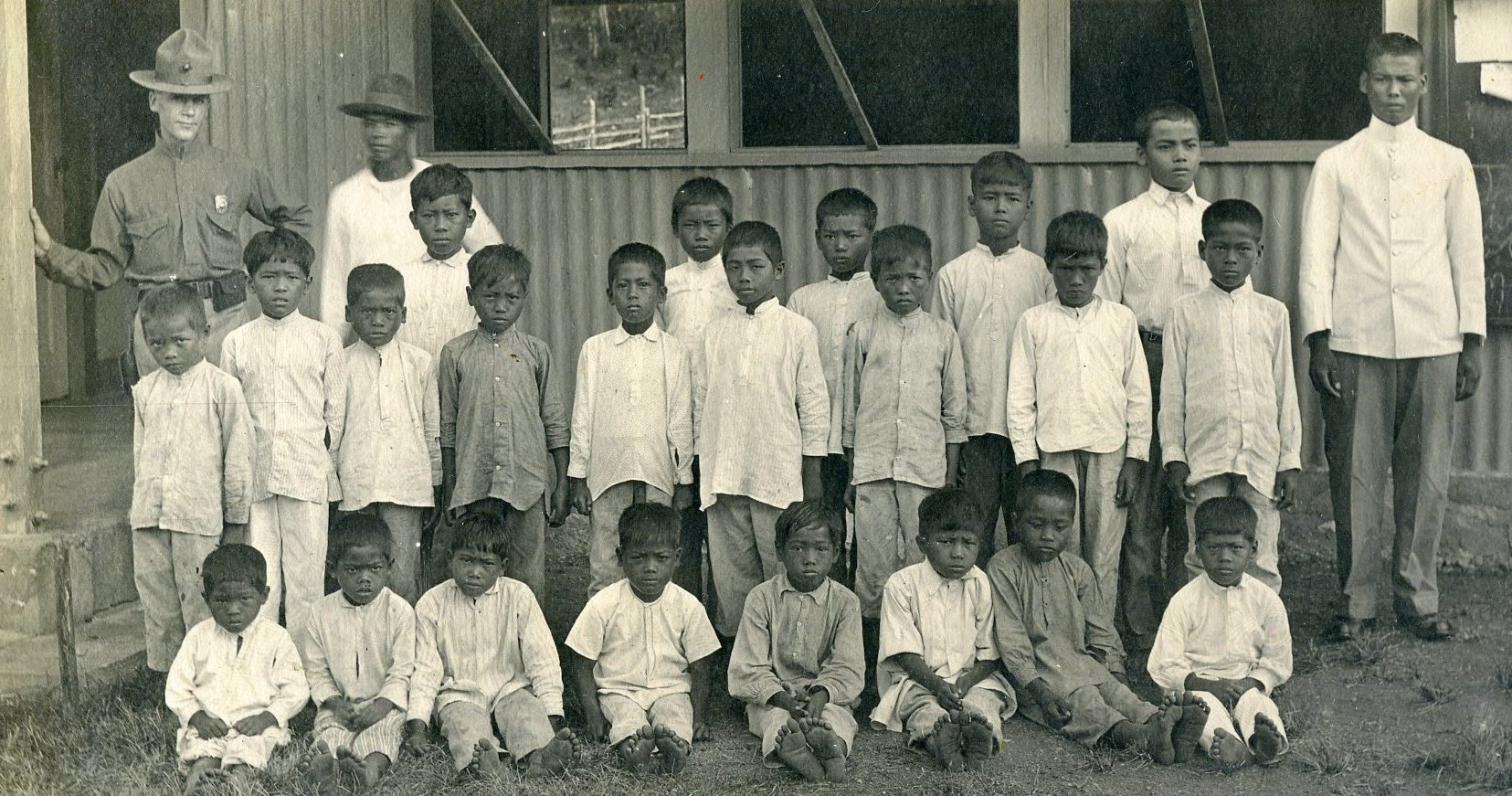
Escola e patrulheiro dos Fuzileiros Navais dos EUA, 1914

Em 21 de junho de 1898, os Estados Unidos capturaram Guam em um desembarque sem derramamento de sangue durante a Guerra Hispano-Americana. Pelo Tratado de Paris, a Espanha cedeu oficialmente a ilha aos Estados Unidos.:110–112 Entre a captura americana de Guam e a instalação de um governador naval em agosto de 1899, houve um mudança na governança da ilha.:61–64 Guam tornou-se parte de uma linha telegráfica americana para as Filipinas, também cedida pelo tratado; uma estação de passagem para navios americanos que viajavam de e para lá; e uma parte importante do Plano de Guerra Laranja dos Estados Unidos contra o Japão. Embora Alfred Thayer Mahan, Robert Coontz e outros tenham imaginado a ilha como “uma espécie de Gibraltar” no Pacífico, o Congresso não atendeu repetidamente às solicitações dos militares para fortificar Guam; quando o navio de guerra alemão SMS Cormoran foi lançado em 1914, antes da entrada dos Estados Unidos na Primeira Guerra Mundial, sua tripulação de 543 pessoas superava o número de seus defensores americanos.:131,133,135–136
Guam passou a servir como estação para navios mercantes e de guerra americanos que viajavam de e para as Filipinas (outra aquisição americana da Espanha), enquanto as Ilhas Marianas do Norte foram vendidas pela Espanha para a Alemanha como parte de seu Império Alemão em rápida expansão. Um estaleiro da Marinha dos EUA foi estabelecido em Piti, em 1899, e um quartel do Corpo de Fuzileiros Navais dos Estados Unidos em Sumay, em 1901.:13
Durante a Guerra Filipino-Americana de 1899-1902, Apolinario Mabini foi exilado em Guam em 1901 após sua captura.:vi Mabini foi um dos 43 prisioneiros, acompanhado por 15 servos, que foram exilados em Guam. Eles foram presos no local de um antigo hospital de leprosos em Asan. A prisão era comandada por um oficial do Exército dos Estados Unidos; sob o seu comando, os guardas da instalação eram fornecidos pelo Corpo de Fuzileiros Navais dos Estados Unidos. A instalação recebeu o nome de Presidio de Asan. Os fuzileiros navais designados para a instalação faziam um rodízio com Cavite a cada seis meses. Um dos exilados e presos na instalação seria um dos dois primeiros comissários residentes das Filipinas, Pablo Ocampo.:428 A instalação foi fechada em 1903.:24
Após a derrota alemã na Primeira Guerra Mundial, as Ilhas Marianas do Norte passaram a fazer parte do Mandato do Pacífico Sul, um Mandato da Sociedade das Nações em 1919, com o Império do Japão, que ficava próximo, como mandatário ("fiduciário") como nação membro dos Aliados vitoriosos na "Grande Guerra". A Enciclopédia Católica de 1910 dizia o seguinte sobre Guam: “de sua população total de 11 490 habitantes (11 159 nativos), Aganha, a capital, tem cerca de 8 000. Com um bom porto, a ilha funciona como uma estação naval dos Estados Unidos, e o comandante naval também atua como governador. Os produtos da ilha são milho, copra, arroz, açúcar e madeira valiosa." Oficiais militares governaram a ilha como “USS Guam”, e a Marinha dos Estados Unidos se opôs a propostas de um governo civil até 1950.:125–126

### Segunda Guerra Mundial
Durante a Segunda Guerra Mundial, Guam foi atacada e invadida pelo Japão na segunda-feira, 8 de dezembro de 1941, ao mesmo tempo que o ataque a Pearl Harbor, do outro lado da Linha Internacional de Data. Além disso, o Japão fez grandes movimentos militares no sudeste da Ásia e nas ilhas das Índias Orientais do Oceano Pacífico Sul contra as colônias britânicas e holandesas, abrindo uma nova fase mais ampla do Pacífico na Segunda Guerra Mundial. Os japoneses rebatizaram Guam como Ōmiya-jima (Ilha do Grande Santuário).
As Ilhas Marianas do Norte haviam se tornado um mandato da Liga das Nações atribuído ao Japão em 1919, segundo o Tratado de Versalhes de 1919. Os indígenas chamorros das Marianas do Norte foram levados para Guam para servir como intérpretes e em outras funções para a força de ocupação japonesa. Os chamorros de Guam foram tratados como inimigos ocupados pelos militares japoneses. Após a guerra, esse fato causou ressentimento entre os chamorros de Guam e os das Marianas do Norte. Os chamorros de Guam acreditavam que seus irmãos do norte deveriam ter sido compassivos com eles, ao passo que, tendo sido administrados pelo Japão por mais de 30 anos, os chamorros das Marianas do Norte eram leais ao governo japonês.
A ocupação japonesa de Guam durou aproximadamente 31 meses, de 1941 a 1944. Durante esse período, os povos indígenas de Guam foram submetidos a trabalhos forçados, separação de famílias, encarceramento, execução, campos de concentração e prostituição forçada. Aproximadamente 1 000 pessoas morreram durante a ocupação, segundo o testemunho posterior do comitê do Congresso em 2004. Alguns historiadores estimam que a violência da guerra matou 10% da população de Guam, que na época era de 20 000 pessoas. Essa foi uma experiência coercitiva para o povo chamorro, cuja lealdade aos Estados Unidos tornou-se um ponto de discórdia com os japoneses. Vários militares americanos permaneceram na ilha, no entanto, e foram escondidos pelo povo chamorro. Todos esses militares foram encontrados e executados pelas forças japonesas em 1942; apenas um escapou.

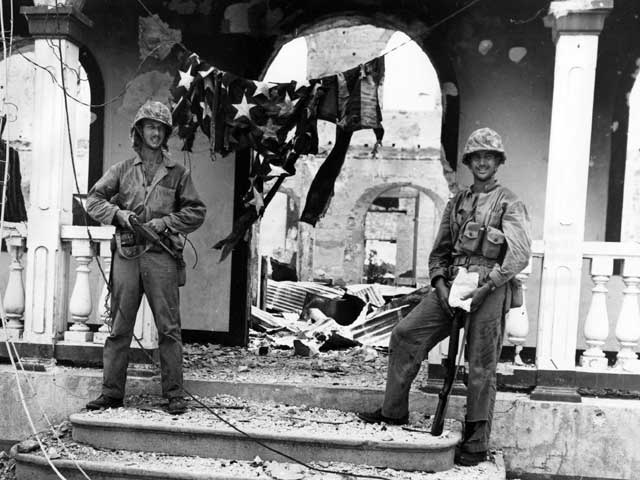
Fuzileiros navais diante das ruínas da igreja em Aganha durante a libertação de Guam em 1944

A segunda Batalha de Guam começou em 21 de julho de 1944, com as tropas americanas desembarcando no lado oeste da ilha após várias semanas de bombardeio pré-invasão pela Marinha dos EUA. Após várias semanas de combates violentos, as forças japonesas se renderam oficialmente em 10 de agosto de 1944. Mais de 18 000 japoneses foram mortos e apenas 485 se renderam. O sargento Shoichi Yokoi, que se rendeu em janeiro de 1972, parece ter sido o último remanescente japonês confirmado, tendo resistido por 28 anos nas florestas de Guam. Os Estados Unidos também capturaram e ocuparam as vizinhas Ilhas Marianas do Norte.

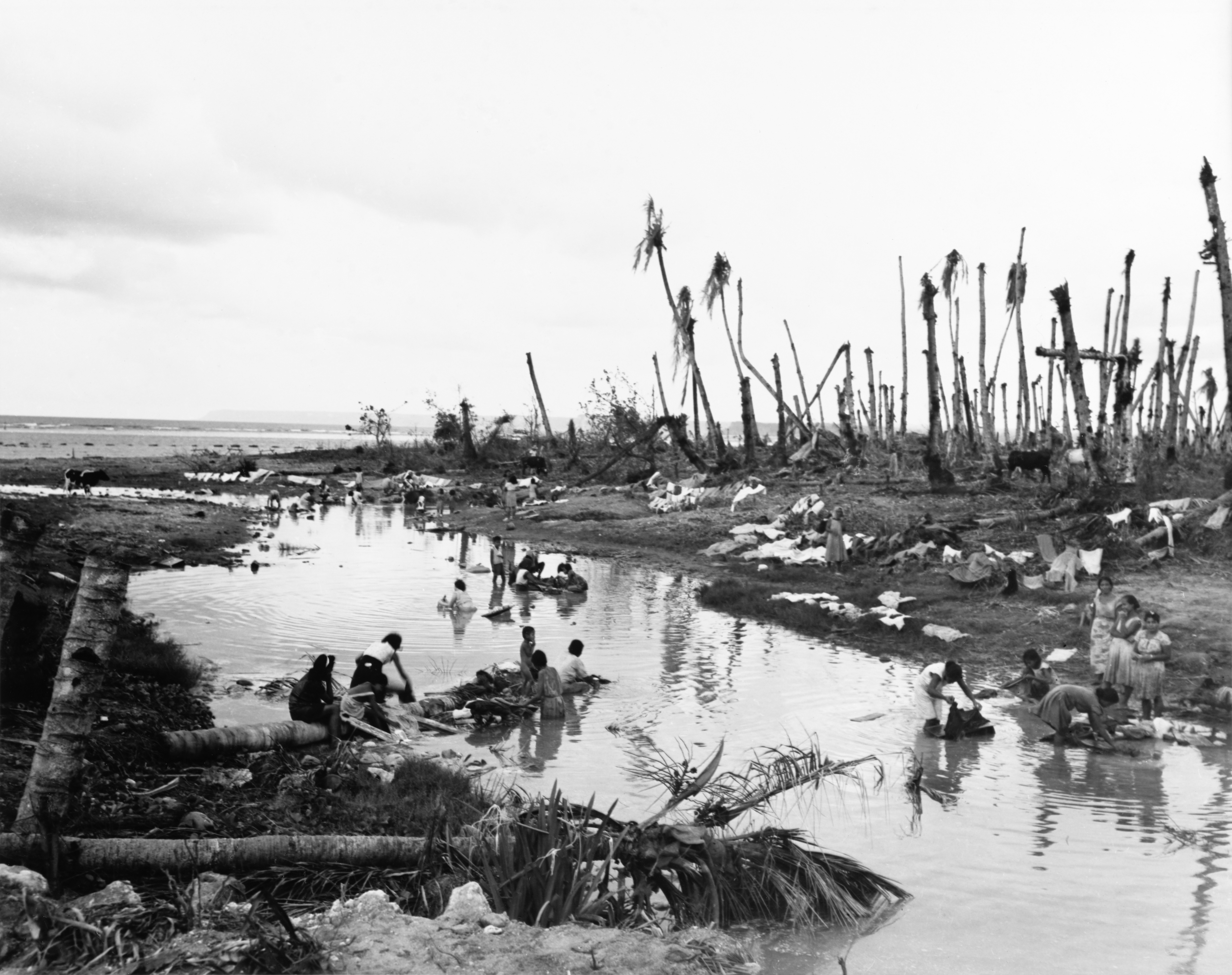
Mulheres lavando roupas em um rio em Aganha, ao lado de árvores destruídas pelo bombardeio, agosto de 1944

Guam foi posteriormente convertida em uma base de operações avançadas para a Marinha e a Força Aérea dos EUA. Foram construídos aeródromos na parte norte da ilha (incluindo a Base Aérea Andersen), a Base Naval da ilha, anterior à Segunda Guerra Mundial, foi ampliada e várias instalações e depósitos de suprimentos foram construídos em toda a ilha. O North Field foi estabelecido em 1944 e renomeado em homenagem ao general de brigada James Roy Andersen, das antigas Forças Aéreas do Exército dos EUA, como Base Aérea Andersen.
As duas maiores comunidades de Guam antes da guerra (Sumay e Aganha) foram praticamente destruídas durante a batalha de 1944. Muitas famílias chamorro viveram em acampamentos temporários de reassentamento perto das praias antes de se mudarem para casas permanentes construídas nos vilarejos externos da ilha. No entanto, os vilarejos do sul de Guam escaparam em sua maior parte dos danos.

### Autodeterminação
Nos anos imediatamente posteriores à Segunda Guerra Mundial, a Marinha dos EUA tentou retomar sua predominância nos assuntos de Guam. Isso acabou gerando ressentimentos e, assim, aumentou a pressão política dos líderes chamorro por maior autonomia.
O resultado foi a Lei Orgânica de Guam de 1950, que estabeleceu Guam como um território organizado e não incorporado dos Estados Unidos e, pela primeira vez na história de Guam, estabeleceu um governo civil.
A Lei de Imigração e Nacionalidade de 1952, seção 307, concedeu a cidadania dos EUA a “todas as pessoas nascidas na ilha de Guam em ou após 11 de abril de 1899”. Na década de 1960, a exigência de autorização de segurança da ilha para visitantes foi suspensa.

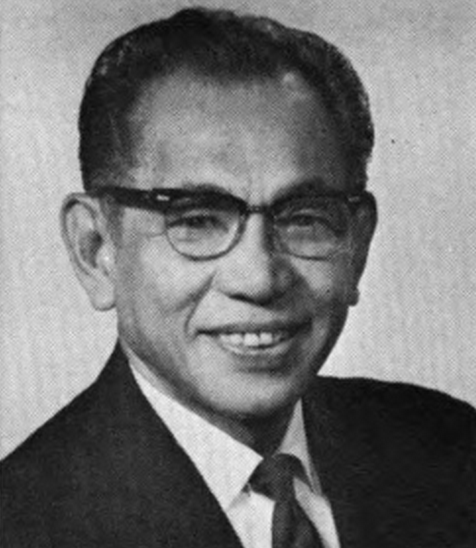
Antes de se tornar o primeiro Delegado de Guam na Câmara dos Representantes dos Estados Unidos em 1973, Antonio Borja Won Pat fez grande pressão pela autorrepresentação de Guam

Em 11 de setembro de 1968, dezoito anos após a aprovação da Lei Orgânica, o Congresso aprovou a “Lei do Governador Eletivo” (Lei Pública 90-497), que permitiu que o povo de Guam elegesse seu próprio governador e vice-governador. Quase quatro anos depois, o Congresso aprovou a Lei do “Delegado de Guam e Ilhas Virgens”, que permitiu a presença de um delegado de Guam na Câmara dos Representantes dos EUA. O delegado tem voz nos debates e voto nos comitês, mas não tem voto no plenário.
A Base Aérea Andersen desempenhou um papel importante na Guerra do Vietnã. Posteriormente, a unidade anfitriã foi designada 36ª Ala (36 WG), atribuída à 13ª Força Aérea (13AF) das Forças Aéreas do Pacífico (PACAF). Em setembro de 2012, a 13ª AF foi desativada e suas funções foram incorporadas à PACAF. O exercício militar multinacional Cope North é um evento anual.
Embora a Lei Pública 94-584 tenha estabelecido a formação de uma constituição “elaborada localmente” (mais tarde conhecida como a “Constituição de Guam”), o documento proposto foi rejeitado pelos residentes de Guam em um referendo realizado em 4 de agosto de 1979.
Nesse meio tempo, o governo local de Guam formou várias comissões de status político para tratar de possíveis opções de autodeterminação. No ano seguinte, após a aprovação do Lei do Delegado de Guam, foi criada a “Comissão de Status” pela Décima Segunda Legislatura de Guam.
Em seguida, foi criada a “Segunda Comissão de Status Político” em 1975 e a “Comissão de Autodeterminação” (CSD) de Guam em 1980. A Vigésima Quarta Legislatura de Guam criou a “Comissão de Descolonização” em 1996 para aprimorar os estudos em andamento da CSD sobre várias opções de status político e campanhas de educação pública.
Esses esforços permitiram que a CSD, apenas dois anos após sua criação, organizasse um referendo sobre o status em 12 de janeiro de 1982. 49% dos eleitores escolheram um relacionamento mais próximo com os Estados Unidos por meio da Commonwealth.
Vinte e seis por cento votaram pela condição de Estado, enquanto dez por cento votaram pelo status quo (como um território não incorporado). Em um segundo referendo subsequente, realizado entre a Commonwealth e o Estado independente, 73% dos eleitores de Guam escolheram a relação Commonwealth em vez do Estado independente (27%). Hoje, Guam continua sendo um território não incorporado, apesar dos referendos e de um mandato das Nações Unidas para estabelecer um status permanente para a ilha.[carece de fontes?]

### Guam contemporânea

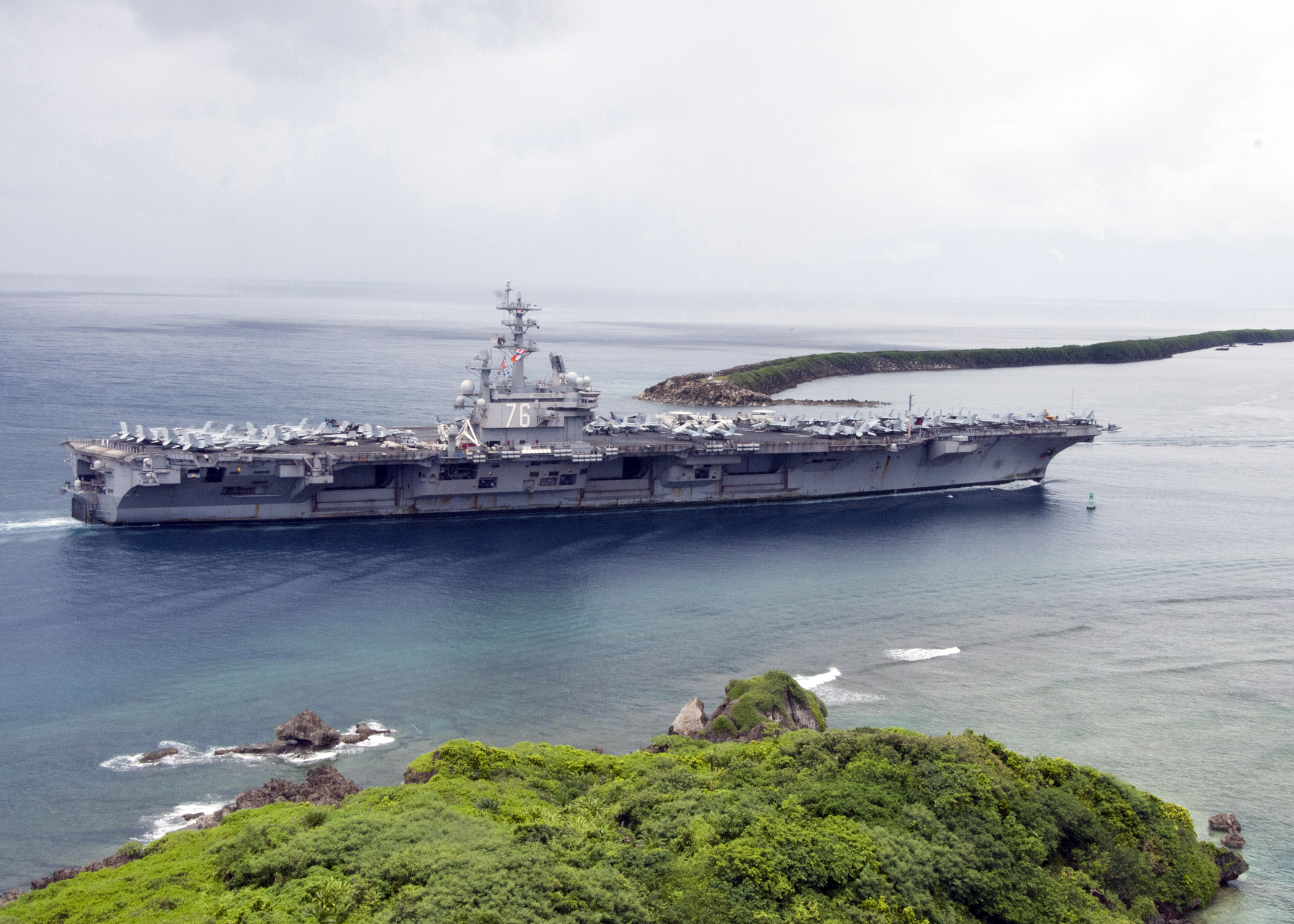
O porta-aviões navegando no porto de Apra, 2011

As instalações militares estaduninense de Guam permanecem entre as mais estrategicamente vitais do Oceano Pacífico. Quando os Estados Unidos fecharam as bases da Base Naval Americana de Subic Bay e da Base Aérea de Clark, nas Filipinas, após o vencimento de seus contratos de arrendamento no início da década de 1990, muitas das forças estacionadas nessas bases foram transferidas para Guam.
A remoção da autorização de segurança de Guam pelo presidente John F. Kennedy em 1963 permitiu o desenvolvimento de um setor de turismo. O rápido desenvolvimento econômico da ilha foi impulsionado tanto pelo rápido crescimento desse setor quanto pelo aumento dos gastos do governo federal dos EUA durante as décadas de 1980 e 1990.[carece de fontes?]
Desde 1974, cerca de 124 locais históricos em Guam foram reconhecidos pelo Registro Nacional de Lugares Históricos dos EUA. Guam hospedou temporariamente 100 000 refugiados vietnamitas na Operação Nova Vida de 1975 e 6 600 refugiados curdos em 1996.:17
Em 6 de agosto de 1997, Guam foi o local do acidente aéreo com o voo 801 da Korean Air. O avião a jato Boeing 747-300 estava se preparando para aterrissar quando se chocou contra uma colina, matando 228 das 254 pessoas a bordo.
A crise financeira asiática de 1997, que atingiu o Japão de forma particularmente dura, afetou gravemente o setor de turismo de Guam. Os cortes militares na década de 1990 também afetaram a economia da ilha. A recuperação econômica foi ainda mais prejudicada pela devastação causada pelos supertufões Paka, em 1997, e Pongsona, em 2002, bem como pelos efeitos dos ataques terroristas de 11 de setembro sobre o turismo.
A recuperação dos mercados turísticos japonês e coreano refletiu a recuperação econômica desses países, bem como o apelo contínuo de Guam como um refúgio tropical de fim de semana. Os gastos militares dos EUA também aumentaram drasticamente como parte da Guerra ao Terror.
No final da década de 2000, surgiram propostas para fortalecer as instalações militares dos EUA, incluindo negociações para transferir 8 000 fuzileiros navais dos EUA de Okinawa. A transferência das forças americanas de Okinawa para Guam estava originalmente programada para começar em 2012 ou 2013. No entanto, isso foi adiado devido a restrições orçamentárias e à resistência local à presença militar adicional; a Base do Corpo de Fuzileiros Navais de Camp Blaz foi ativada em 2020, mas a realocação está programada para começar, no máximo, na primeira metade da década de 2020.
Em agosto de 2017, a Coreia do Norte alertou que poderia lançar mísseis balísticos de médio alcance em águas dentro de 18 a 24 milhas (29 a 39 km) de Guam, após uma troca de ameaças entre os governos da Coreia do Norte e dos Estados Unidos.
Em 2018, um relatório do Government Accountability Office declarou que o Agente Laranja foi usado como herbicida comercial em Guam durante as guerras do Vietnã e da Coreia. Uma análise dos produtos químicos presentes no solo da ilha, juntamente com as resoluções aprovadas pela legislatura de Guam, sugerem que o Agente Laranja estava entre os herbicidas usados rotineiramente nas bases militares e nos arredores da Base da Força Aérea de Anderson, Estação Aérea Naval de Agana, em Guam. Apesar das evidências, o Departamento de Defesa continua a negar que o Agente Laranja tenha sido armazenado ou usado em Guam. Vários veteranos de Guam coletaram uma enorme quantidade de evidências para ajudar em suas reivindicações de invalidez por exposição direta a herbicidas contendo dioxina, como o 2,4,5-T, que são semelhantes às identificações de doenças e à cobertura de invalidez que se tornou padrão para aqueles prejudicados pelo mesmo contaminante químico do Agente Laranja usado no Vietnã.
A Guam "cosmopolita" apresenta desafios específicos para o povo chamorro que luta para preservar sua cultura e identidade diante da aculturação. O número crescente de chamorros, especialmente de jovens chamorros, que se mudam para o continente americano complicou ainda mais a definição e a preservação da identidade deste povo.